# Jeppe Juhl
Jeppe Samuel Cholewa Juhl (f. 1961) er en dansk journalist, tv-producent og borgerlig politisk debattør. I 2019 stillede han op ved folketingsvalget som spidskandidat i Københavns Omegns Storkreds for partiet Nye Borgerlige og fik 521 stemmer.

## Baggrund
Jeppe Juhl er søn af journalist Bent Juhl (1921-2009) og Gitte Cholewa Juhl (1934-2006). Juhl er erklæret ateist, men identificerer sig som jødisk efter sin mor, hvis familie var blandt de danske jøder, der blev deporteret til Theresienstadt under 2. verdenskrig.

## Karriere
Jeppe Juhl startede som journalist på Ekstra Bladet i 1986, og han fik i 1989 dansk journalistiks fornemste pris, Cavlingprisen, sammen med Anders-Peter Mathiasen. De to journalister afdækkede i Ekstra Bladet en lang række misforhold i Stadsarkitektens Direktorat under Københavns Kommune.
Jeppe Juhl var idémand, redaktør og producent på de seks første Robinson-ekspeditioner, der blev produceret af tv-produktionsselskabet Strix, hvor han var programchef; de blev vist på TV3 i perioden 1998-2003. I perioden fra 1998 til 2013 var han producent, redaktør og udvikler på en række danske realityproduktioner.

### Pokerspiller
Jeppe Juhl har i perioder af sit liv levet som professionel spiller i udlandet med speciale i backgammon og poker.

### Newspeek og 24NYT
I efteråret 2015, efter et kort ophold på Radio24Syv, startede Juhl det borgerlige blogmedie NewSpeek Networks. Formålet med sitet var "at bidrage med indlæg, de etablerede medier ikke bringer". Sitet er omdiskuteret. Det er ikke tilmeldt Pressenævnet og har ifølge Berlingske i 2017 et "ry for at ytre subjektive, ofte islamkritiske, holdninger og for at fordreje kilders citater for at styrke en bestemt vinkel". Et ekspertpanel fra de danske journalistuddannelser konkluderede i Politiken i 2018, at Newspeek var et eksempel på et såkaldt junkmedie, der spredte misinformation og vildledende oplysninger på nettet. Ifølge Newspeeks hjemmeside var mediets værter "påvirket af deres personlige holdninger og pakker ikke tingene ind i falsk neutralitet og forloren balance".
Juhl stiftede i 2017 et nyt internetmedie, 24Nyt.dk, som han karakteriserede som en del af "en nødvendig medierevolution". Mediet blev allerede kort efter sin start beskyldt for at udbrede falske nyheder, udokumenterede påstande og for at være højrepopulistisk, og blev ligeledes udpeget som et junkmedie af ekspertpanelet fra journalistuddannelserne i 2018. Jyllands-Postens tidligere chefredaktør Pierre Collignon har i en analyse gennemgået en konkret historie, hvor 24Nyt havde viderebragt en historie om en afsavet finger, der viste sig ikke at holde stik.
25. marts 2017 modtog Jeppe Juhl den indvandringskritiske forening Dansk Kulturs kulturpris for sit arbejde gennem medierne NewSpeek og 24Nyt.
I april 2019 blev Juhl ifølge Berlingske fyret fra 24Nyt efter en kritisk artikel i Berlingske Tidende, hvor flere forskere kritiserede mediet for med Jeppe Juhl som chefredaktør at have bragt en række vildledende og falske oplysninger i sine artikler. Da Jeppe Juhl i artiklen erkendte, at en artikel om en række moskebyggerier var både "konspiratorisk og af ringe standard" og slet ikke burde have været bragt, blev Juhl fyret af 24Nyts ledelse for at have udtalt sig uden aftale med mediets ansvarshavende chefredaktør.
Efterfølgende blev 24Nyts Facebookgruppe lukket af Facebook efter flere artikler af Danmarks Radio, hvor 24Nyt af forskere og eksperter i digital manipulation, politisk kommunikation, journalistik og jura var blevet anklaget for vildledende og misvisende journalistik samt køb af likes for at give siden kunstig troværdighed.

## Partipolitik
7. marts 2017 meldte Pernille Vermund på Facebook, at Juhl ville stille op som folketingskandidat for Nye Borgerlige. Ved folketingsvalget 2019 fik han 521 stemmer i Københavns Omegns Storkreds, hvilket var næstflest blandt partiets seks kandidater i storkredsen.